# Norbert Lammert
Norbert Lammert, född 16 november 1948 i Bochum, Nordrhein-Westfalen, är en tysk politiker (CDU). Han var förbundsdagspresident (talman) i Tysklands förbundsdag 2005–2017.